# V-리그 2022-23 이적 명단
다음은 V-리그 2022-23 시즌 전과 시즌 중에 일어난 이적 사항 명단이다.

## 선수 변화

### 자유계약
자유계약자격을 얻은 선수는 4월 2일부터 5월 10일까지, 1차로 원소속 구단과 협상한다. 불발시에는 5월 11부터 5월 20일까지 타 구단과 2차 협상 할 수 있다. 또 다시 불발시에는, 원소속 구단과 5월 21일부터 5월 31일까지 3차 협상을 갖게된다.
| 선수   | 계약일  | 새 소속팀                    | 이전 소속팀                  | 계약 내용                         |
| ------ | ------- | ---------------------------- | ---------------------------- | --------------------------------- |
| 양효진 | 4월 6일 | 수원 현대건설                | 수원 현대건설                | 3년 연봉 3.5억원 + 옵션 1.5억원   |
| 고예림 | 4월 6일 | 수원 현대건설                | 수원 현대건설                | 3년 연봉 2.2억원 + 옵션 5200만원  |
| 임명옥 | 4월 6일 | 김천 한국도로공사 하이패스   | 김천 한국도로공사 하이패스   | 2년 연봉 3억원 + 옵션 0.5억원     |
| 이고은 | 4월 6일 | 광주 페퍼저축은행 AI 페퍼스  | 김천 한국도로공사 하이패스   | 3년 연봉 3억원 + 옵션 0.3억원     |
| 유서연 | 4월 6일 | GS칼텍스 서울 KIXX           | GS칼텍스 서울 KIXX           | 3년 연봉 1.5억원 + 옵션 1억원     |
| 안혜진 | 4월 6일 | GS칼텍스 서울 KIXX           | GS칼텍스 서울 KIXX           | 3년 연봉 2억원 + 옵션 0.8억원     |
| 표승주 | 4월 6일 | 화성 IBK기업은행 알토스      | 화성 IBK기업은행 알토스      | 3년 연봉 2.5억원 + 옵션 3210만원  |
| 신연경 | 4월 6일 | 화성 IBK기업은행 알토스      | 화성 IBK기업은행 알토스      | 1년 연봉 1.8억원 + 옵션 0.1억원   |
| 김주하 | 4월 6일 | 수원 현대건설                | 수원 현대건설                | 2년 연봉 7000만원 + 옵션 1500만원 |
| 이나연 | 4월 6일 | 수원 현대건설                | 수원 현대건설                | 3년 연봉 1억원 + 옵션 6500만원    |
| 고민지 | 4월 6일 | KGC인삼공사                  | KGC인삼공사                  | 1년 연봉 4200만원 + 옵션 800만원  |
| 최수빈 | 4월 6일 | 화성 IBK기업은행 알토스      | 화성 IBK기업은행 알토스      | 1년 연봉 7000만원 + 옵션 210만원  |
| 김다솔 | 4월 6일 | 인천 흥국생명 핑크스파이더스 | 인천 흥국생명 핑크스파이더스 | 3년 연봉 1.1억원 + 옵션 0.1억원   |

### 보상선수
| 보상 선수 | 보상 지명 구단             | FA 영입 구단                | FA 영입 선수 | 참고 |
| --------- | -------------------------- | --------------------------- | ------------ | ---- |
| 김세인    | 김천 한국도로공사 하이패스 | 광주 페퍼저축은행 AI 페퍼스 | 이고은       |      |